# Feedin’ the Kiddie
«Feedin’ the Kiddie» (с англ. — «Прожорливый малыш», «Мышонок-обжора», «Накормите малыша», «Голодный сирота») — 107-й эпизод мультсериала «Том и Джерри». Эпизод является ремейком эпизода «The Little Orphan» в формате CinemaScope. Дата выхода: 7 июня 1957 года.

## Сюжет
Джерри читает журнал и ест сыр из мышеловки. Раздается звонок в дверь. Под дверью стоит Таффи, но он так мал, что Джерри его не сразу видит. Удивлённый Джерри заходит назад в нору. Вдруг он видит, как вошедший в дом Таффи пробует вытащить сыр из мышеловки. Джерри спасает малыша в последнюю секунду, когда мышеловка чуть не захлопнулась. Джерри осматривает мышонка и берёт у малыша записку. В ней сказано:
Это — Таффи, мышонок, которого вы согласились пригласить на ужин в День Благодарения.
всегда хочет молокаБлагодарим вас, приют «Одолжите крошку хлеба». P.S. Он всегда голоден
Таффи показывает жестом, что хочет есть. Джерри знает место, где можно поесть: миска Тома. Джерри и Таффи тихо подходят к миске. Джерри подносит Таффи к молоку, и мышонок его всё выпивает, но Том внезапно просыпается. Мыши сразу же прячутся за ножку дивана, Том думает, что ему все показалось, он выпивает молоко и опять ложится спать. С его усов стекает капля молока, и даже её слизывает Таффи. Мыши подходят к миске и видят, что молока не осталось. Но Тафии и Джерри замечают накрытый стол, и на нём красуются всяческие яства. Мыши забираются на стол, причём Таффи забирается по спагетти, опущенному Джерри с края стола на манер каната. Таффи радуется сказочному изобилию съестного и сразу же принимается откусывать по кусочку от всего, что видит на столе, даже от свечи. Джерри не позволяет малышу есть свечку, но надкусанная свечка вбивает Джерри в пирожные. Затем Таффи опять находит себе съедобную цель: желе. Малыш бросается на него, подпрыгнув на ложке, подобно трамплину, но пружинящее желе тоже подбрасывает его в воздух. Таффи едва не приземляется в горячий суп, но Джерри ловит его ложкой.
Джерри берёт малыша с собой на прогулку по столу. По пути они берут шляпы и ружья у фигурок в виде пилигримов, стоящих у гостевых карточек и встречаются с фигуркой индейки с оливками на хвосте. Только Джерри собирается закусить оливками, как Таффи проглатывает огромный апельсин. Джерри при помощи ножа выталкивает апельсин из Таффи, и тот влетает прямо в рот Тому. Кот просыпается, видит мышей и надевает на себя самодельный индейский головной убор, сделанный из метлы. Том захватывает в плен беззаботно идущего Таффи. Тот угрожает коту игрушечным, незаряженным ружьём, и кот самоуверенно подставляет своё лицо под «выстрел». Джерри, стоящий возле шампанского, открывает его, попадая пробкой как раз в лицо Тому. Кот, падает после чего, издав индейский боевой клич, набегает на Джерри, хватает и хочет разрезать его ножом. Таффи, берёт вилку, отталкивается от желе и втыкается вилкой в зад Тому. Кот взлетает с криком боли, мыши разбегаются, и Том едва не приземляется на вилку, торчащую в его заду. Он изгибается, «затормозив» в воздухе и вытаскивает вилку из зада, а уж потом падает. Злой Том кидает вилку в Таффи, и пришпиливает его к скатерти за подгузник. Том берёт беспомощного Таффи, но тут ему по лицу со всей силы врезает ложкой Джерри, отбрасывая кота в стену.
Том прячется за тумбочкой и запускает оттуда подожжённый камыш из вазы (играющий роль «индейских огненных стрел»). Джерри и Таффи пытаются спрятаться в масле, в салфетке, но горящий камыш сжигает все их укрытия. Тогда Джерри берёт крышку от блюда и подставляет её под выстрел. Горящий камыш проскальзывает по крышке, летит назад, в Тома и последний проглатывает его. Мыши опять убегают, но Том яростно бросает нож в курицу, мимо которой бежали мышата. Таффи пробегает под ножом, а Джерри натыкается горлом на его тупую сторону и вырубается. Том снова издаёт боевой клич и собирается взять Джерри в плен, но тут Таффи запускает в него пирог, отталкивая в сторону. Потом, мышонок запускает свечу из импровизированной рогатки, укреплённой на курице. Свеча попадает в хвост Тома, и подожжённый кот превращается в карикатуру на негра.
Наконец, Таффи запускает в Тома бутылку шампанского. Когда бутылка попадает в Тома, кот врезается в шкаф с посудой и машет из обломков белым флагом, объявляя сдачу.
После этого Том, Джерри и Таффи сидят за столом и произносят молитву перед ужином. Это сатирическая отсылка к легенде о мирном ужине с индейкой, якобы имевшем место в день Благодарения, когда индейцы помирились с белыми переселенцами из Европы и вместе сели за стол. Таффи заканчивает молитву и мигом съедает всю курицу.